# Wymondley Castle
Wymondley Castle var ett slott i Storbritannien. Det fanns i grevskapet Hertfordshire och riksdelen England, i den sydöstra delen av landet.